# Mandan (North Dakota)
Mandan ist eine Stadt in Morton County, North Dakota in den Vereinigten Staaten von Amerika. Sie liegt auf der rechten (westlichen) Seite des Missouri River gegenüber North Dakotas Hauptstadt Bismarck und ist nach dem gleichnamigen Indianerstamm benannt, der in der Gegend lebte als die ersten Europäer eintrafen. Die heutige Stadt wurde 1879 gegründet und 1881 zum Verwaltungssitz des Morton County. Bei der Volkszählung von 2010 hatte sie 18.331 Einwohner und eine Fläche von 26,7 km². Eine Schätzung des United States Census Bureau von 2019 kommt auf Einwohnerzahl von 22.752.

## Geschichte
Über den Ursprung der Mandan ist wenig bekannt, vermutlich begannen sie zwischen dem 11. und 13. Jahrhundert die Gegend um die Mündung des Heart River in den Missouri River zu besiedeln. Die ersten Europäer waren Louis-Joseph Gaultier de La Vérendrye mit 25 Begleitern, französische Entdecker und Pelzjäger, die von Kanada aus die Gegend 1738 erreichten. Nachdem Kanada von den Briten erobert worden war, richtete die North West Company 1780 eine Handelsstation an der Mündung des Heart River ein. Mit dem Louisiana Purchase 1803 fiel die Gegend an die USA und im Herbst 1804 zog die Lewis-und-Clark-Expedition durch das heutige Stadtgebiet, bevor sie im November ihr Winterquartier Fort Mandan 50 km weiter nördlich errichtete. Die Mandan wurden 1838 durch eine Pockenepidemie weitgehend ausgerottet, die Reste des Stammes verbanden sich mit den Arikara und Hidatsa und wurden in die Fort Berthold Reservation deportiert.
1872 wurde direkt südlich von Mandan an der Mündung des Heart River Fort McKeen als Außenposten des weiter südlich gelegenen Fort Rice gegründet, um die geplante Eisenbahnlinie zu schützen. Im darauf folgenden Jahr wurde das Fort erweitert und in Fort Abraham Lincoln umbenannt. In denselben beiden Jahren wurde zu dem das Morton County, benannt nach dem amerikanischen Senator Morton County (North Dakota), eingerichtet. In Fort Lincoln lag von 1873 bis 1894 auch die offizielle Poststation des Countys. Die militärische Nutzung des Forts wurde 1891 aufgegeben. Später wurde es in den heutigen State Park umgewandelt.
Mandan wurde offiziell am 24. Februar 1881 gegründet und 1882 wurde die Eisenbahnbrücke über den Missouri River fertiggestellt.

## Geographie
Das Stadtgebiet ist weitgehend flach, liegt auf einer Höhe von rund 500 m und umfasst 35,36 km2. Im Nordosten und Osten grenzt die Stadt an den Missouri River. Durch das südliche Stadtgebiet fließt der Heart River, der kurz darauf in den Missouri River mündet.
Die Interstate 94 und eine von der BNSF Railway betriebene Eisenbahnstrecke verlaufen durch Mandan.
Mandan bildet zusammen mit Bismarck und umgebenden Orten die Bismarck-Mandan Metropolitan Statistical Area.

## Wirtschaft und Bildung
Mandan besitzt mehrere öffentliche Grundschulen, eine Middle School und eine High School, hinzu kommen zwei katholische Privatschulen. Das Bismarck State College der benachbarten Hauptstadt Bismarck unterhält zwei Campusse auf dem Stadtgebiet von Mandan. Mit rund 700 Angestellten ist das öffentliche Schulsystem von Mandan der größte Arbeitgeber im Morton County (Stand 2017).

## Demographie
Nach dem United States Census 2000 wohnen 16.718 Menschen in 6647 Haushalten und 4553 Familien in Mandan. Die Bevölkerungsdichte beträgt 643 Menschen pro km². Die Einwohner teilen sich wie folgt auf: 94,98 % Weiße, 0,20 % Afroamerikaner, 3,02 % Indianer, 0,33 % Asiaten, 0,16 % andere und 1,30 % zwei oder mehr Ethnien.
Die Abstammungen setzen sich wie folgt zusammen: 61,3 % haben deutsche, 15,4 % norwegische, 13,1 % russische, 7,9 % irische, 4,2 % englische und 2,9 % indianische Vorfahren.
In 35,7 % der 6647 Haushalte leben Kinder unter 18 Jahren mit. In 54,1 % der Haushalte leben Ehepaare.
Das durchschnittliche Einkommen eines Haushaltes beläuft sich auf 38.162 $, das einer Familie auf 46.210 $. Die Männer haben ein durchschnittliches Einkommen von 31.653 $, die Frauen eines von 21.400 $. Rund 10 % der Bevölkerung in Mandan lebt unter der Armutsgrenze.